# Bac-Saint-Maur

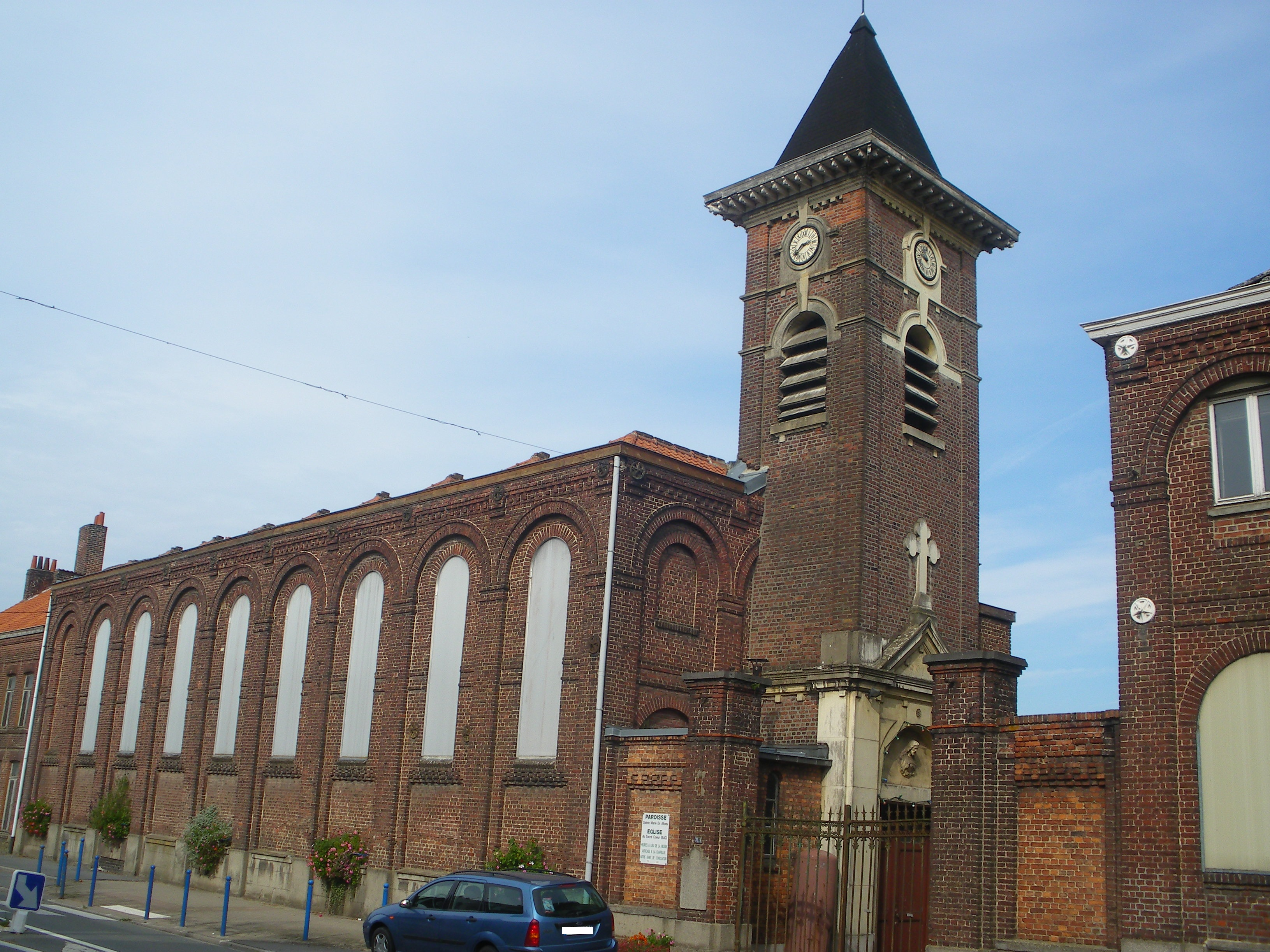
De Heilig Hartkerk

Bac-Saint-Maur is een gehucht in de Franse gemeente Sailly-sur-la-Lys in het departement Pas-de-Calais. Het ligt op de linkeroever van de Leie, zo'n twee kilometer ten noordoosten van het centrum van Sailly-sur-la-Lys.
De weg naar Steenwerk voert via het gehucht La Croix-du-Bac,

## Geschiedenis
De Abdij van Sint-Vaast in Arras had in een wet uit 1156 het recht verkregen om veren en bruggen over de Leie in te richten van La Gorgue tot Erquinghem-Lys. De volgende eeuwen werden er verschillende veren gecreëerd, waaronder een waarrond het gehucht Bac-Saint-Maur ontstond. Hier kon men de Leie oversteken naar het gehucht Croix du Bac.
Het gebied bleef lang landelijk, maar in de 19de eeuw ontwikkelde de textielindustrie zich langs de Leie. Tussen 1826 en 1830 werd een sluis gebouwd op de Leie bij Bac-Saint-Maur. Ook hier vestigden zich in de tweede helft van de eeuw spinnerijen en weverijen langs de Leie, waaronder die van de familie Salmon. Tussen 1858 en 1862 werd in Bac-Saint-Maur een eerste draaibrug gebouwd. In 1874 opende men de spoorlijn Armentiers-Berguette, die langs Bac-Saint-Maur liep.
Voor de kerkdienst moesten de bewoners van het gehucht nog naar de parochiekerk van Sailly-sur-la-Lys. Door de industriële activiteit groeide het aantal inwoners in het gehucht echter en de nood aan een eigen bidplaats werd groter. Op zon- en feestdagen verzorgde de vicaris van Sailly nog wel een eredienst in de Chapelle Notre-Dame de Consolation, maar deze kapel werd te klein, en de religieuze feesten bleven in de kerk van Sailly plaatsvinden.
Toen de familie Salmon fabrieksterreinen kocht van Louise Jonglez, liet zij een clausule opnemen die hen verplichtte een bidplaats te voorzien voor de inwoners van Bac-Saint-Maur. De familie kwam dit na en bouwde in 1900 een fabrieksmagazijn om tot kerk. De kerk hing aanvankelijk nog af van de parochie van Sailly-sur-la-Lys, tot Bac-Saint-Maur in 1908 een aparte parochie werd.
Bij de eerste Duitse inval in het begin van de Eerste Wereldoorlog werd de brug over de Leie op 9 oktober 1914 vernield. Na de oorlog werd in 1922 de brug hersteld, maar deze werd in 1940 bij het begin van de Tweede Wereldoorlog door de Britten vernield. De Duitse bezetter trok tijdens de oorlog een nieuwe brug op, maar deze werd in 1945 door hen gesaboteerd. De brug bleef toch nog in gebruik tot in 1979 een nieuwe brug werd gebouwd.

## Bezienswaardigheden
- de Heilig Hartkerk (Église du Sacré-Cœur), de kerk die in de industriële gebouwen is opgetrokken